# Hiptage tianyangensis
Hiptage tianyangensis là một loài thực vật có hoa trong họ Malpighiaceae. Loài này được F.N. Wei mô tả khoa học đầu tiên năm 1981.